# Blaufisch
Der Blaufisch (Pomatomus saltatrix, Syn.: Temnodon saltator), auch Blaubarsch genannt, gehört zu den Scombriformes und ist das einzige Mitglied der Familie Pomatomidae. Er lebt im Atlantik, dem Mittelmeer, dem Schwarzen Meer, dem Indischen Ozean und dem südwestlichen Pazifik in tropischen und subtropischen Regionen. Im Winter zieht er in wärmere Gewässer, im Sommer in kühlere.

## Etymologie
Der Gattungsname leitet sich ab von den altgriechischen Wörtern πῶμα (pṓma) für „Deckel“ und τόμος (tómos) für „Teil“, „(Ab-)Schnitt“, wobei durch Haplologie von Pomatotomus auf Pomatomus verkürzt wird. Er bezieht sich auf die besondere Ausbildung der Kiemendeckelregion (siehe unten). Das Spezies-Epitheton saltatrix ist lateinisch und bedeutet „Tänzerin“, was sich auf die anmutigen Bewegungen des Fisches, die dem Erstbeschreiber Carl von Linné seinerzeit aufgefallen sind, bezieht.

## Merkmale
Die Tiere werden bis 1,30 Meter lang, fast 15 Kilogramm schwer und neun Jahre alt. Sie sind oberseits dunkelblau bis grünlich gefärbt, unterseits heller. Die beiden Rückenflossen sind deutlich getrennt, die erste ist niedrig und wird von 7 bis 8 kurzen Flossenstacheln gestützt, die zweite von einem Flossenstachel und 23 bis 28 Weichstrahlen. Die Afterflosse hat drei Stacheln und 23 bis 27 Weichstrahlen. Die weichstrahligen Abschnitte von Rücken- und Afterflosse sind von Schuppen bedeckt. Die Anzahl der Wirbel liegt bei 26.
Ein vom Ventralast des Praeoperculare ausgehender Hautlappen überdeckt z. T. das Suboperculare (wohl zu hydrodynamischem Vorteil) und begründet den wissenschaftlichen Gattungsnamen (siehe oben). An der Brustflossenbasis findet sich ein schwarzer Fleck (wahrscheinlich Augenattrappe, häufig bei Meeresfischen).

## Lebensweise
Blaufische sind Raubfische, die in kleinen Gruppen Heringe, Meeräschen, Krebse und Kopffüßer jagen. Oft jagen sie zusammen mit Haien und Schwert-, Fächer- und Speerfischen. Sie sollen mehr Beute töten, als sie fressen können. Junge und Halbwüchsige finden sich in Schulen küstennah, oft in brackigen Ästuaren.

## Systematik
Der Blaufisch ist die einzige Art der Gattung Pomatomus und der Familie Pomatomidae. Deutliche genetische Unterschiede zwischen zwei Blaufischpopulationen im südwestlichen Atlantik deuten jedoch darauf hin, dass mehrere Pomatomus-Arten existieren oder das eine Aufspaltung in verschiedene Arten stattfindet. Phylogenetisch steht die Gattung Pomatomus den Makrelen nah und ist die Schwestergattung der Schwarzfische (Centrolophidae).

## Fischerei
Blaufische werden vom Menschen wegen des vorzüglich schmeckenden Fleisches gefangen und gelten inzwischen als überfischt. Neben Pomatomus saltatrix wird gelegentlich auch der Köhler (lat. Pollachius virens, engl. Coal fish bzw. Rock salmon), der auch als Seelachs bekannt ist, als Blaufisch bezeichnet.

## Belege
1. ↑  
Livia Bonetti Villela, Pedro Hollanda Carvalho, Anderson de Vilasboa, Ghennie Tatiana Rodríguez-Rey, Frederico Henning, Thomas Grothues, Antonio Mateo Solé-Cava (2024): Deep genetic divergence among bluefish (Pomatomus saltatrix) of the Southwestern Atlantic. Zoologica Scripta, Mai 2024. doi: 10.1111/zsc.12662
2. ↑  
Richard C. Harrington, Matt Friedman, Masaki Miya, Thomas J. Near und Matthew A. Campbell. 2021. Phylogenomic Resolution of the Monotypic and Enigmatic Amarsipus, the Bagless Glassfish (Teleostei, Amarsipidae). Zoologica Scripta. DOI: 10.1111/zsc.12477